# Cours-les-Barres
Cours-les-Barres es una comuna francesa situada en el departamento de Cher, en la región de Centro-Valle del Loira.

## Demografía
| 772 | 698 | 656 | 906 | 1052 | 1082 | 1030 |
| Para los censos de 1962 a 1999 la población legal corresponde a la población sin duplicidades (Fuente: INSEE [Consultar]) |     |     |     |      |      |      |